# Десятов Тимофій Михайлович
Десятов Тимофій Михайлович (нар. 7 листопада 1950, Карс, Туреччина) — український педагог і громадсько-політичний діяч, доктор педагогічних наук (2006 р.), професор (2007 р.), директор навчально-наукового інституту педагогічної освіти, соціальної роботи і мистецтва Черкаського національного університету імені Богдана Хмельницького, заслужений працівник освіти України.

## Освіта, службова кар'єра
У 1982 р. закінчив факультет російської філології Черкаського державного педагогічного інституту. До здобуття вищої освіти працював слюсарем на промислових підприємствах м. Грозний та м. Черкаси. Від 1980 до 1982 — заступник директора Черкаського СМПТУ № 15, а в 1982—1983 рр. — директор СМПТУ № 21. Від грудня 1983 р. — на управлінській роботі в системі обласної профтехосвіти: заступник начальника обласного управління, від 1997 р. — перший заступник. Захистив кандидатську дисертацію з педагогічних наук (1998 р.), а в 1999 р. здобув вчене звання доцента. У 1998 р. обійняв посаду начальника управління освіти Черкаської ОДА й працював на ній до 2003 р. Від вересня 2003 до січня 2004 р. — заступник голови Черкаської ОДА. У січні 2004 р. був призначений заступником Міністра освіти України, а від березня 2005 до листопада 2010 р. — директор департаменту професійно-технічної освіти МОН України. У січні 2005 р. здобув науковий ступінь доктора педагогічних наук, а в наступному році — вчене звання професора. Від листопада 2010 р. — в Черкаському національному університеті імені Богдана Хмельницького: професор, завідувач кафедри загальної педагогіки і психології, директор навчально-наукового інституту педагогічної освіти, соціальної роботи і мистецтва (від 2015 р.)

## Наукова діяльність
У колі наукових зацікавлень професора Т. М. Десятова — проблеми розвитку національної та зарубіжної профтехосвіти, порівняльної педагогіки, неперервної освіти та андрагогіки. Автор понад 200 наукових та навчально-методичних праць, серед яких 8 монографій, 20 посібників. Організатор та співорганізатор близько 100 міжнародних, всеукраїнських, міжвузівських наукових конференцій, педагогічних читань. Редактор кількох наукових видань, очолював редколегію серії «Педагогічні науки» журналу «Вісник Черкаського університету». Успішно працює наукова школа професора Т. М. Десятова: під його керівництвом захищено 5 кандидатських і одну докторську дисертації. Очолює спеціалізовану вчену раду Д73.05.3.02 із захисту докторських і кандидатських дисертацій при Черкаському національному університеті імені Богдана Хмельницького. Рецензував та опонував низку кандидатських і докторських дисертацій.

## Нагороди
- Значок «Відмінник народної освіти» (1991)
- Почесна грамота Міністерства освіти України (1997, 1999, 2005)
- Почесне звання «Заслужений працівник освіти України» (2002)
- Знак «Відмінник професійно-технічної освіти України» (2010)
- Знак «Ушинський К. Д.» (2010)
- Знак «Відмінник столичної освіти» (2010)
- Медаль М. Драгоманова (2010)
- Медаль «За сумлінну працю» (2015)
- Почесна грамота Черкаської обласної ради (2015)
- Лауреат обласної премії ім. О. Захаренка (2016)
- Знак «Почесна відзнака ректора» (2017)
- Знак «За особливі заслуги перед Черкащиною»

## Основні праці

### Монографії, посібники
1. Сучасна система професійно-технічної освіти в Туреччині: наук. вид. / за ред. Н. Г. Ничкало. — Черкаси: Сіяч, 1998. — 98 с.
2. Сучасні педагогічні технології навчання: метод. посібник. — Черкаси: Сіяч, 1999. — 92 с.
3. Професійна освіта в зарубіжних країнах (порівняльний аналіз): монографія / Н. В. Абашкіна, О. І. Авксентьєва, Р. І. Антонюк, Т. М. Десятов [та ін.]. ; за ред. Н. Г. Ничкало, В. О. Кудіна. — Черкаси, 2000. — 250 с.
4. Система позашкільної виховної роботи в педагогічній спадщині В. Сухомлинського: навч.-метод посібник для закл. освіти всіх рівнів акредитації / Т. М. Десятов, Н. В. Касярум. — Черкаси: Сіяч, 2000. — 84 с.
5. Урок як основна форма навчального процесу: посіб. для студ. ВНЗ та вчителів-практиків / Т. М. Десятов, Н. В. Касярум, Л. І. Прокопенко. — Черкаси: ЧОІПОПП, 2000. — 84 с.: табл., схеми.
6. Професійна освіта в зарубіжних країнах: порівняльний аналіз / Н. В. Абашкіна, О. І. Авксєнтьєва, Р. І. Антонюк, Т. М. Десятов [та ін.] ; АПН України, Ін-т педагогіки і психології проф. освіти. — 2-е вид. — Київ: Вибір, 2002. — 322 с. — Бібліогр.: с. 389—390.
7. Словник-довідник педагогічних і психологічних термінів / В. М. Глазиріна, Т. М. Десятов, А. І. Кузьмінський, Л. І. Прокопенко. — Черкаси: Вид-во ЧДУ, 2002. — 112 с.
8. Наука управління загальноосвітнім навчальним закладом / Т. М. Десятов, О. М. Коберник, Б. Л. Тевлін, Н. М. Чепурна. — Харків: Основа, 2003. — 286 с.
9. Тенденції розвитку неперервної освіти в країнах Східної Європи (друга половина XX століття): монографія. — Київ: АртЕк, 2005. — 335 с. : іл., табл. — Бібліогр.: с. 293—320.
10. Національні рамки кваліфікацій в країнах ЄС (на матеріалах країн ЄС): наук.-метод. посіб. — Київ: Альфа-Пік, 2007. — 190 с.
11. Національні рамки кваліфікацій у країнах ЄС: порівняльний аналіз: наук.-метод. посібник. – Київ: АртЕк, 2008. — 263 с.
12. Глосарій основних термінів  професійної освіти і навчання / уклад. Т. М. Десятов ; за заг. ред. Н. Г. Ничкало ; Акад. пед. наук України, Ін-т пед. освіти і освіти дорослих. — Київ: АртЕк, 2009. — 192 с. — Бібліогр.: с. 172.
13. Професійний стандарт — основа підготовки конкурентоспроможної робочої сили: метод. посіб. / Т. М. Десятов, М. І. Пальчук, Н. П. Паршина. — Київ: Арт Економі, 2010. — 266 с.
14. Досвідно-дослідні заклади освіти: навч.-метод. посіб. / [Л. І. Прокопенко, Т. М. Десятов та ін.] ; Черкас. нац. ун-т ім. Б. Хмельницького, Навч.-наук. ін-т пед. освіти, соц. роботи і мистец. — Черкаси: Вид. від. ЧНУ ім. Б. Хмельницького, 2011. — 88 с. : фото, табл. — Бібліогр.: с. 38.
15. Професійні стандарти: теоретичні аспекти і методика: метод. посіб / Т. М. Десятов, М. І. Пальчук, Н. П. Паршина ; [за ред. Н. Г. Ничкало]. — Київ: АртЕкономі, 2011. — 232 с.: табл.
16. Вища педагогічна освіта України в контексті світових глобалізаційних процесів: порівняльний аналіз: монографія / Т. М. Десятов, І. Т. Лещенко ; за ред. А. І. Кузьмінського. — Київ: Арт Економі, 2014. — 152 с.
17. Компетентнісний підхід до  підготовки педагогів у зарубіжних країнах: теорія та практика: монографія / Н. М. Авшенюк, Т. М. Десятов, Л. М. Дяченко; Л. М. Пуховська [та ін.] ; Нац. акад. пед. наук України, Ін-т пед. освіти та освіти дорослих. — Кіровоград: Імекс-ЛТД, 2014. — 280 с.
18. Соціально-педагогічна діяльність в умовах трансформації суспільства: теоретичні та прикладні проблеми [Електронний ресурс]: монографія / С. П. Архипова, Т. М. Десятов [та ін.]. — Електрон. текст. дані. — Черкаси: Гордієнко Є. І., 2014. — 235 с. : чб.
19. Актуальні питання розвитку  освіти: психолого-педагогічні аспекти: монографія / Т. М. Десятов, С. О. Захаренко, Н. Є. Герасімова [та ін.] ; М-во освіти і науки України, ЧНУ ім. Б. Хмельницького. –Черкаси: Вид-во ЧНУ ім. Б. Хмельницького, 2015. — 192 с.

### Вибрані статті
1. Сучасна освіта: глосарій  ключових понять / уклад.: Т. Десятов, Ю. Тимошенко ; за заг. ред. Т. Десятова. — Київ: Арт Економі, 2019. — 308 с.
2. Неперервна освіта як проблема порівняльної педагогіки // Освіта дорослих: теорія, досвід, перспективи. — 2001. — Вип. 3 (2). — С. 96–105.
3. Модульна технологія навчання у контексті формування професійної освіти // Педагог професійної школи: зб. наук. праць. — Київ, 2002. — Вип. 3. — С. 81–87.
4. Система професійно-технічної освіти Туреччини // Професійна освіта в зарубіжних країнах: порівняльний аналіз: монографія / за ред. Н. Г. Ничкало, В. О. Кудіна. — 2-е вид. — Черкаси, 2002. — С. 167—195.
5. Сучасне наукове бачення неперервної професійної освіти: стратегія розвитку у масштабах геополітичних регіонів // Неперервна професійна освіта: теорія і практика. — 2002. — № 2. — C. 9–23.
6. Вплив глобалізації та інтернаціоналізації світового господарства на розвиток неперервної освіти // Педагогіка і психологія професійної освіти. — 2005. — № 3. — С. 9–17.
7. Європейська структура кваліфікацій як механізм реформування освіти // Педагогічна і психологічна наука в Україні: зб. наук. пр. : до 15-річчя АПН України. — Київ, 2007. — Т. 5 : Неперервна професійна освіта: теорія і практика. — С. 68–76.
8. Індикатори контрольних рівнів — основа європейської структури кваліфікацій / Т. М. Десятов // Вісник Черкаського університету: [зб. наук. ст.]. Серія Педагогічні науки. — Черкаси, 2008. — Вип. 126. — С. 2–60.
9. Особливості навчання за модульними програмами, що базуються на компетенціях // Педагогічна освіта і  освіта дорослих: європейський вимір: зб. наук. пр. — Київ ; Хмельницький, 2008. — С. 280—293.
10. Філософські засади неперервної освіти // Порівняльна професійна педагогіка. — 2011. — № 2. — С. 6–17.
11. Актуальні проблеми освіти дорослих у контексті глобалізації // Порівняльна професійна педагогіка. — 2012. — № 1. — С. 6–13.
12. Модернізація вищої освіти з позицій компетентнісного підходу // Вісник Черкаського університету: наук. журн. Серія Педагогічні науки. — Черкаси, 2013. — № 10 (263). — С. 40–46.
13. Модульне навчання, засноване на компетенціях // Вісник Черкаського університету: наук. журн. Серія Педагогічні науки. — Черкаси, 2013. — № 23 (276). — С. 9–24.
14. Професіоналізація як сучасна глобальна тенденція розвитку педагогічної освіти в зарубіжних країнах та Україні // Вісник Черкаського університету: наук. журн. Серія Педагогічні науки. — Черкаси, 2013. — № 36 (289). — С. 48–57.
15. Концепції впровадження сучасних стандартів професійної освіти у навчальний процес вищої школи: зарубіжний досвід // Вища школа. — 2016. — № 4. — С. 107—114. — Бібліогр. наприкінці ст.
16. Компаративно-педагогічне дослідження підготовки вчителів у Великій Британії: результатоцентрований підхід [Електронний ресурс] // Bulletin of the Cherkasy Bohdan Khmelnytsky National University. Series «Pedagogical Sciences». — 2018. — № 3. — С. 43–51. — Режим доступу: http://ped-ejournal.cdu.edu.ua/index [Архівовано 22 січня 2021 у Wayback Machine.]
17. Адаптація механізмів управління якістю педагогічної освіти України до міжнародних стандартів // Вісник Черкаського університету: наук. журн. Серія Педагогічні науки. — Черкаси, 2018. — № 17. — С. 26–32.
18. Педагогічна освіта Японії: сучасна освітня політика, практика і процес цілеформування // Вісник Черкаського університету: наук. журн. Серія Педагогічні науки. — Черкаси, 2019. — № 1. — С. 3–15.
19. Стратегії та інноваційні технології організації освітнього процесу в закладах вищої освіти в умовах непередбачених викликів [Електронний ресурс] // Bulletin of the Cherkasy Bohdan Khmelnytsky National University. Series «Pedagogical Sciences». — 2020. — № 2. — Режим доступу: http://ped-ejournal.cdu.edu.ua/index [Архівовано 22 січня 2021 у Wayback Machine.]